# Come on Over Baby (All I Want Is You)
Come on Over Baby (All I Want Is You) – piosenka popowa stworzona na pierwszy album studyjny amerykańskiej piosenkarki Christiny Aguilery zatytułowany, po prostu, Christina Aguilera (1999). Wyprodukowany przez Rona Faira i trio producenckie Celebrity Status, utwór wydany został jako czwarty i ostatni singel promujący krążek dnia 26 września 2000 roku.
Singel odniósł sukces komercyjny. Osiągnął pozycje #1 listy Billboard Hot 100 oraz #8 na UK Singles Chart. Uplasował się w Top 10 oficjalnych notowań przebojów singlowych licznych krajów, w tym w Australii, Hiszpanii, Holandii i Japonii. Między innymi dzięki swojej przebojowości piosenka została doceniona przez krytyków muzycznych i zyskała korzystne recenzje.

## Informacje o utworze

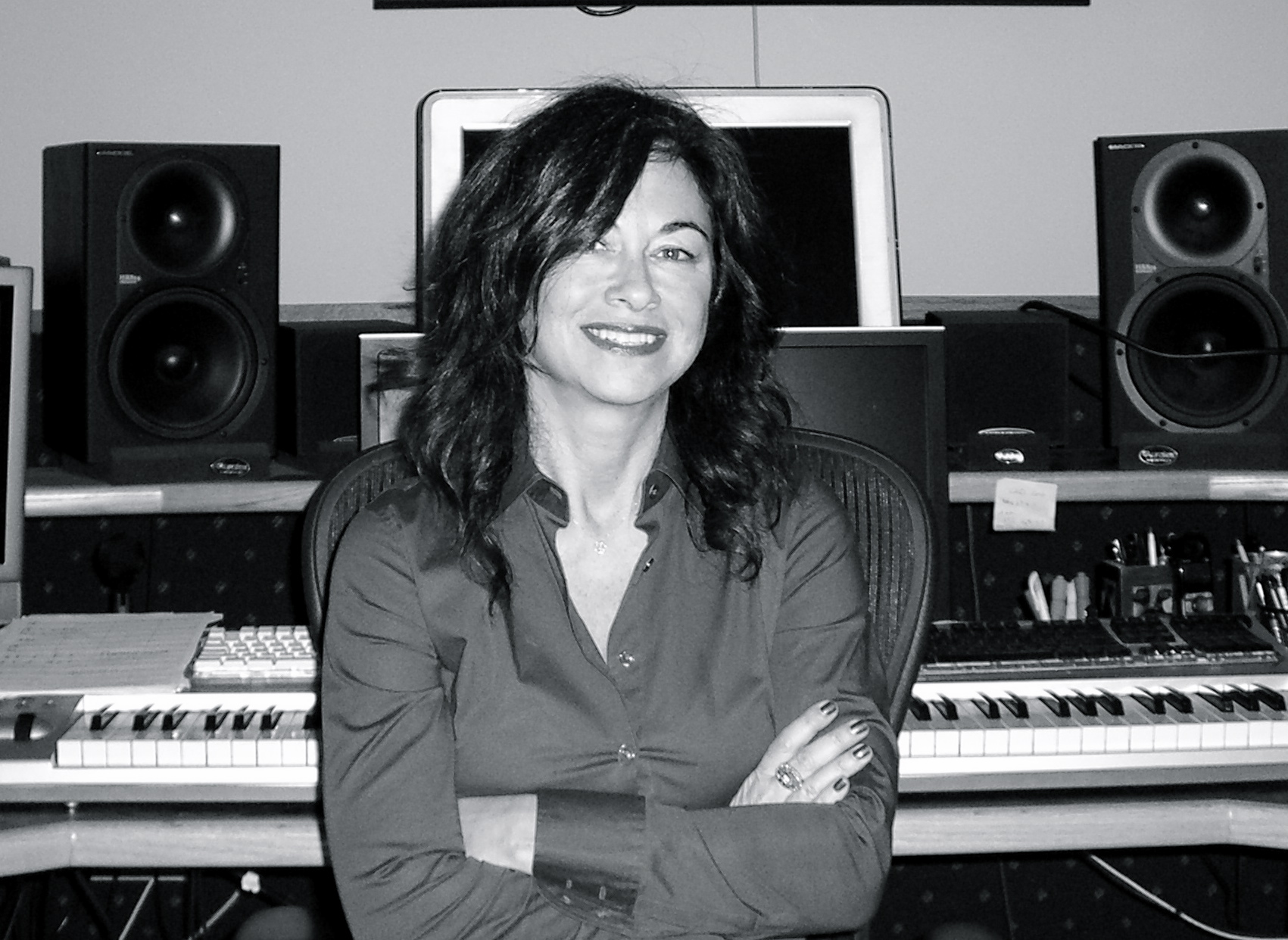
Shelly Peiken, współautorka piosenki.

Istnieją dwie wersje piosenki: podstawowa, zawarta na albumie Christina Aguilera, oraz wideoklipowa. Autorami pierwszej, powstałej na jesieni 1998 roku, są Paul Rein i Johan Aberg. Gdy zarządcy RCA Records postanowili o nagraniu piosenki – w oryginale nieuznanej przez siebie za efektywny materiał singlowy – na nowo, Rein i Aguilera zwrócili się prośbą o ponowną produkcję kompozycji do tria Celebrity Status (C. Blackmon, R. Cham, E. Dawkins). Miało to miejsce w maju 2000. Urozmaicono aranżację utworu, a w melodię wkomponowano teen-popowy klimat i hip-hopowe beaty. Dodane zostało „przejście” ze wstawką raperską Aguilery, a tekst piosenki został wzbogacony o treści seksualne. Podczas gdy oficjalną, singlową edycję utworu zatytułowano „Come on Over Baby (All I Want Is You)”, tytuł wersji pierwotnej był uproszczony i brzmiał „Come on Over (All I Want Is You)”. Teledyskowa wersja różni się od tej z debiutanckiego albumu Aguilery, podobnie, jak w przypadku jednego z poprzednich singli wykonawczyni, „What a Girl Wants”. Zmiana ta zdała się pomóc piosence, której finalnie opublikowana wersja uzyskała mocną promocję airplayową. Aguilera nagrała też hiszpańskojęzyczny odpowiednik singla zatytułowany „Ven conmigo (Solamente tú)”; cover znajduje się na trackliście krążka Mi Reflejo (2000), pierwszego albumu wokalistki z muzyką latynoską.

### Kontrowersje
Podobnie, jak w przypadku pierwszego singla z debiutanckiego albumu Aguilery, „Genie in a Bottle”, pojawiły się kontrowersje wokół tekstu utworu, który został uznany za zbyt erotyczny i przekazujący odbiorcom we wczesnym wieku dojrzewania (wśród których fanów zdobyła wokalistka) negatywne treści. Piosenka została poddana cenzurze przez stację Radio Disney, która emitowała – na przemian – jej ocenzurowaną wersję (z wyciętym rapem oraz jednym z wersów) oraz wersję albumową.

### Obecność w kulturze masowej
W marcu 2020 roku w mediach społecznościowych zainicjowano akcję #ComeOnOverChallenge, zachęcającą internautów do tańca w rytm utworu. Drag queen The Vixen – uczestniczka dziesiątej edycji programu RuPaul’s Drag Race – wskazała „Come on Over Baby” jako swoją ulubioną piosenkę Aguilery.

## Wydanie singla
Sierpniem 2000 roku „Come on Over Baby (All I Want Is You)” wysłano do światowych stacji radiowych. 26 września 2000 odbyła się premiera singla CD na terenie Stanów Zjednoczonych. W krótkim czasie singel odniósł sukces komercyjny.
Na brytyjskiej liście przebojów UK Singles Chart singel debiutował ze szczytnej dla siebie pozycji #8, stając się trzecim z kolei singlowym wydawnictwem Christiny Aguilery, które uplasowało się w Top 10 notowania. W Stanach Zjednoczonych utwór został jeszcze większym hitem, okupującym pierwsze miejsce listy Billboard Hot 100 łącznie przez cztery tygodnie. Singel przebojem zdobył wysokie lokacje na światowych listach przebojów, w tym pozycje #1 w Chile, Hiszpanii, Meksyku i Wenezueli. W zestawieniu United World Chart uplasował się na miejscu #4. Amerykańska organizacja RIAA przyznała utworowi status złotego singla, w USA sprzedano bowiem pięćset tysięcy jego egzemplarzy. W Australii „Come on Over Baby” uzyskało status platyny przy sprzedaży siedemdziesięciu tysięcy kopii. Sprzedano łącznie ponad trzy miliony sto tysięcy egzemplarzy singla na całym globie.

## Opinie
Dziennikarz muzyczny Kai R. Lofthus (Music & Media) uznał „Come on Over Baby (All I Want Is You)” za jeden z pięciu najlepszych singli wydanych w 2000 roku. Nicole Hogsett, redaktorka serwisu internetowego Yahoo! Voices, przypisała singlowi pozycję szóstą w rankingu dziesięciu najlepszych piosenek Christiny Aguilery. W analogicznym zestawieniu portal PopCrush.com umieścił „Come on Over Baby” na miejscu dziesiątym, argumentując: „Wszystko związane z tym utworem było tak wspaniałe, że zachwycamy się nim po dziś dzień”. Podobnego zdania był Christopher Rosa, dziennikarz pracujący dla witryny thecelebritycafe.com. Rosa opisał piosenkę jako „bubblegumowy raj”, „nastoletni sen”, w którym Aguilera przybiera postawę „teen-popowej Lolity”. Według redaktorki serwisu the-rockferry.pl, singel stanowi jedną z najlepszych kompozycji nagranych przez Aguilerę w latach 1997–2010. Pod koniec sierpnia 2014 roku Jason Lipshutz, redaktor magazynu Billboard, uznał singel za jeden z dziesięciu największych hitów Aguilery w Stanach Zjednoczonych. W sierpniu 2017 zespół redaktorów strony PopHeart.pl opracował listę dziesięciu najlepszych piosenek w całej karierze Aguilery. „Come on Over Baby” objął na niej miejsce 8.
W marcu 2020 tygodnik Billboard uznał, że jest to jeden z czterdziestu najlepszych utworów wydanych w roku 2000.

### Recenzje
Singel zyskał pozytywne opinie krytyków muzycznych. Współredaktorzy strony internetowej UKMIX.org chwalili go za przebojowy charakter. W recenzji jednego z opiniodawców „«Come on Over Baby» jest optymistycznym, funkowo ekstrawaganckim utworem, maksymalnie ukazującym zdolności wokalne Aguilery”. Recenzent docenił wersję albumową piosenki, lecz jej edycję radiową uznał za „jeszcze lepszą, z ciekawymi przerywnikami (przejściami)”. Michiel Vos (A Bit of Pop Music) pisał: „utwór ewidentnie wyprodukowano w latach dziewięćdziesiątych, ale to żadna ujma – jego refren jest genialny”. W retrospektywnym omówieniu dla Billboardu z roku 2020 Mia Nazareno podsumowała nagranie jako żywiołowe, uzależniające i idealne do tańca. Dodała, że „piosenka zagrzewała całe pokolenie młodych dziewcząt do śpiewania przez lustrem”.

## Teledysk
Wideoklip do tego utworu, podobnie jak do piosenki „Ven conmigo (Solamente tú)” (wersji hiszpańskojęzycznej), wyreżyserował Paul Hunter w dniach 12–15 czerwca 2000 roku. Choreografię do teledysku stworzyła Tina Landon, wcześniej pracująca już z Christiną Aguilerą przy „What a Girl Wants”. Klip stał się przebojem MTV i uplasował się na szczytowej pozycji notowania Total Request Live. Za pośrednictwem teledysku Aguilera zmieniła swój image na bardziej pikantny i filuterny. Elizabeth Learned, redaktorka witryny thecelebritycafe.com, uwzględniła wideo w zestawieniu dziesięciu najlepszych teledysków w karierze Aguilery; chwaliła jego kolorystykę, choreografię oraz kostiumy noszone przez wokalistkę i tancerzy. W 2015 roku witryna bustle.com chwaliła teledysk, nazywając go ważnym dla popkultury i „niedorzecznie wspaniałym”.
Mike Nied (Idolator) wyłonił „Come on Over Baby” jako jeden z dziesięciu najlepszych klipów Aguilery. Nazwał go „czystą radością” i dodał, że świetnie podkreśla „estetykę teledysków z początku lat dwutysięcznych”.

### Współtwórcy
| - Reżyseria: Paul Hunter - Montaż: Dustin Robertson - Produkcja: Nina Huang - Kostiumy, stylizacja: Trish Summerville | - Choreografia: Tina Landon - Tancerze: Monique Slaughter, Jorge Santos i in. - Mistrz oświetlenia: Ed Maloney - Video playback: Tim Hays |

## Promocja i wykonania koncertowe

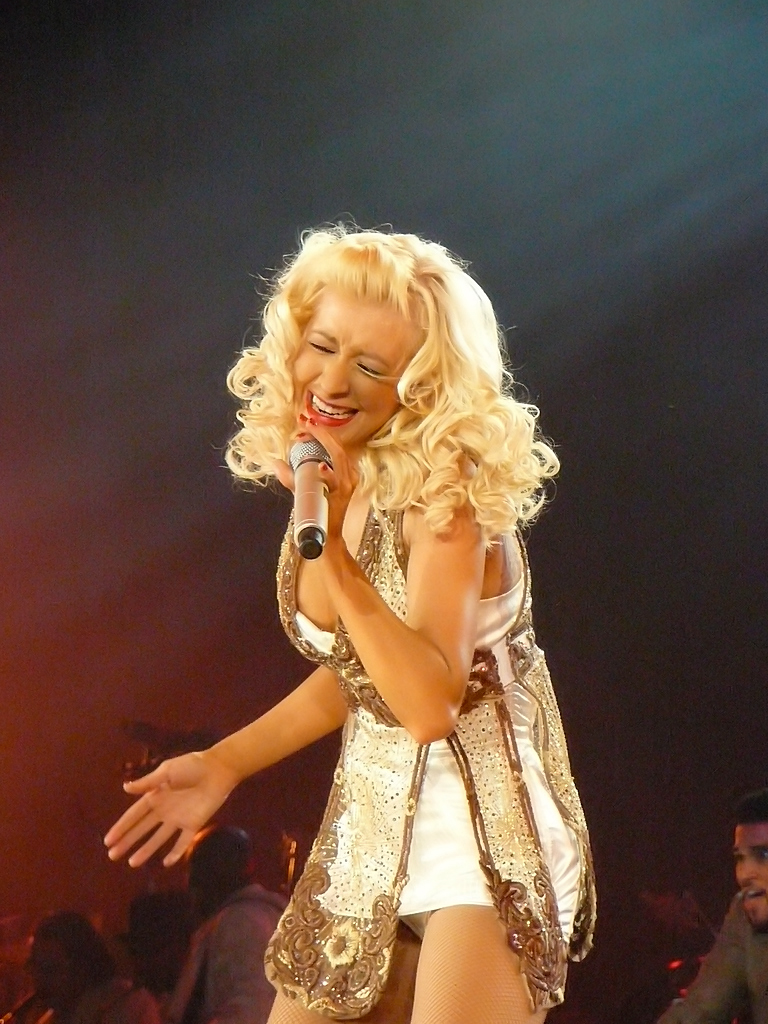
Christina Aguilera wykonuje utwór „Come on Over Baby” podczas jednego z koncertów.

7 września 2000 Aguilera wystąpiła z singlem „Come on Over Baby (All I Wany Is You)” podczas siedemnastej gali wręczenia nagród MTV Video Music Awards. Impreza odbyła się w Nowym Jorku; wokalistka odśpiewała utwór w czerwonym kombinezonie wzorowanym na stroju, który miała na sobie w teledysku do piosenki. W tym samym roku artystka wystąpiła z singlem podczas ceremonii 2000 Radio Music Awards w Las Vegas oraz My VH1 Music Awards w Los Angeles. 7 października 2002 Aguilera wykonała akustyczną wersję nagrania podczas koncertu w Nowym Jorku. Występ został następnie wyemitowany przez telewizję MTV w specjalnym programie Stripped Live in New York City. W grudniu 2013 redakcja witryny internetowej fuse.tv uznała to wykonanie za jeden z dziesięciu najlepszych występów w dotychczasowej karierze piosenkarki.
Utwór jest stałym elementem tras koncertowych Aguilery; od 2002 roku wokalistka wykonuje piosenkę w zupełnie innym brzmieniu niż tym znanym z wersji albumowej i singlowej utworu. W drugiej połowie 2003 singlowa kompozycja była elementem trasy Stripped World Tour, która przebiegała przez Europę, Japonię i Australię. Aguilera odśpiewywała wówczas akustyczną wersję „Come on Over Baby (All I Want Is You)”. Od listopada 2006 do lipca 2007 Aguilera koncertowała z utworem w tournée po Europie, Ameryce Północnej, Azji i Australii podczas Back to Basics Tour. Utwór był elementem segmentu trasy 1920's Flapper i wykonywany był w jazzowym stylu. Wcześniej, w latach 2000–2001, artystka koncertowała z piosenką w wersji standardowej po Ameryce i Japonii w trakcie Christina Aguilera Latin American Tour 2001 oraz podczas trasy Sears & Levis US Tour po krajach Ameryki Północnej.
22 lipca 2011 odbył się koncert przygotowany specjalnie dla firmy Microsoft. Aguilera była jednym z gości muzycznych, a na scenie zaśpiewała między innymi „Come on Over Baby (All I Want Is You)” i „What a Girl Wants”. 31 grudnia 2013 roku wokalistka dała prywatny, sylwestrowy koncert w Moskwie. Na setlistę złożyło się czternaście utworów, wśród nich medley singli „Come on Over Baby” oraz „Genie in a Bottle”. Piosenkarka miała wystąpić z utworem podczas festiwalu muzycznego w Petronas Twin Towers w Kuala Lumpurze dnia 28 marca 2014. Koncert został odwołany z powodu katastrofy lotu Malaysia Airlines 370. Mimo to, odbył się występ artystki przed prywatną publicznością. 2 maja 2014 Aguilera wykonała utwór w trakcie New Orleans Jazz & Heritage Festival, a 27 lipca 2015 – podczas prywatnej imprezy Cisco Rocks, organizowanej przez firmę Cisco Systems. 28 maja 2016 występ artystki przed dwustutysięczną widownią zamknął marokański festiwal muzyczny Mawazine. Wśród dwudziestu odśpiewanych przez Aguilerę piosenek znalazła się „Come on Over Baby”. Dwa miesiące później, 30 lipca, Aguilera zaśpiewała utwór na koncercie inaugurującym otwarcie hali widowiskowej Black Sea Arena w Gruzji.
Piosenka znalazła się na setliście trasy koncertowej The Liberation Tour (2018). 31 grudnia, tuż przed północą Aguilera pojawiła się na scenie w Nowym Jorku i dała koncert, będący częścią sylwestrowego programu Dick Clark’s New Year’s Rockin’ Eve. Zaśpiewała „Come on Over Baby”. Utwór wykonywany był także w Las Vegas, podczas rezydentury The Xperience (2019), oraz w Europie, w ramach trasy The X Tour ('19).

## Nagrody i wyróżnienia
| Rok  | Ceremonia              | Nagroda                    | Rezultat |
| ---- | ---------------------- | -------------------------- | -------- |
| 2000 | FzZzC Awards           | imprezowy utwór roku       | Wygrana  |
| 2002 | ASCAP Pop Music Awards | międzynarodowy singel roku | Wygrana  |
| 2002 | BMI Awards             | najlepsza piosenka         | Wygrana  |

## Listy utworów i formaty singla
| Amerykański/brytyjski singel CD 1. „Come on Over Baby (All I Want Is You)” (Video Version) – 3:48 2. „Ven conmigo (Solamente tú)” – 3:12 Amerykański singel CD 1. „Come on Baby (All I Want Is You)” (Radio Version) – 3:23 2. „Come on Baby (All I Want Is You)” (Alternate Radio Edit) – 3:23 3. „Come on Baby (All I Want Is You)” (Video Version) – 3:40 4. „Come on Baby (All I Want Is You)” (Callout Hook #1) – 0:12 5. „Come on Baby (All I Want Is You)” (Callout Hook #2) – 0:12 Amerykański maxi-singel 1. „Come on Over Baby” (Video Version) – 3:41 2. „Come on Over Baby” (Blacksmith Club Mix) – 5:42 3. „Come on Over Baby” (Sunship Vocal Mix) – 4:28 4. „Come on Over (All I Want Is You)” (Album Version) – 3:08 5. „Come on Over Baby” (wideoklip) Australijski singel CD 1. „Come on Over Baby (All I Want Is You)” (Radio Version) – 3:23 2. „Ven conmigo (Solamente tú)” – 3:12 3. „I Turn to You” (Cutfeather & Joe Remix) – 4:07 Tajlandzki promo CD 1. „Come on Over Baby (All I Want Is You)” (Radio Version) – 3:23 2. „Come on Over Baby (All I Want Is You)” (Alternate Radio Edit) – 3:23 3. „Come on Over Baby (All I Want Is You)” (Video Version) – 3:40 | Brytyjski vinyl 1. „Come on Over Baby (All I Want Is You)” (Blacksmith Club Mix) – 5:44 2. „Come on Over Baby (All I Want Is You)” (Blacksmith R&B Rub) – 5:08 3. „Come on Over Baby (All I Want Is You)” (Sunship Vocal Mix) – 4:28 4. „Come on Over Baby (All I Want Is You)” (Sunship Dub) – 4:28 - „Album Version” – 3:07 - „Radio Version”/„Alternate Radio Edit” – 3:23 - „Video Version” – 3:41 - „Spanish Version” – 3:11 - „Sunship Vocal Mix” – 4:28 - „Blacksmith Club Mix” – 5:42 - „Blacksmith R&B Rub” – 5:08 - „Sunship Dub”/„Sunship Vocal Mix” – 4:28 - „Callout Hook” – 0:12 - „Cutfather & Joe Remix” – 4:07 - „DJ Henrique Lima Remix” – 5:32 |

## Twórcy
- Główne wokale: Christina Aguilera
- Produkcja i aranżacja: Ron Fair, Celebrity Status
- Autor: Johan Aberg, Paul Rein, Christina Aguilera, Ron Fair, C. Blackmon, R. Cham, E. Dawkins, Shelly Peiken, Guy Roche
- Nagrywanie: Michael C. Ross
- Mixer: Dave Way
- Programming i keyboard: Celebrity Status
- Klawesyn i fortepian: Ron Fair
- Gitara: John Goux
- Róg: Gary Grant, Rick Baptiste, Joel Peskin

## Pozycje na listach przebojów
| Kraj/region                  | Notowanie (2000)              | Wydawca                          | Najwyższa pozycja |
| ---------------------------- | ----------------------------- | -------------------------------- | ----------------- |
| Argentyna                    | Top 100 Airplay               | IFPI                             | 31                |
| Australia                    | Top 100 Singles               | ARIA Charts                      | 9                 |
| Austria                      | Top 75 Singles                | Ö3 Austria Top 40                | 35                |
| Belgia (Flandria)            | Ultratop 50                   | Ultratop                         | 21                |
| Belgia (Region Waloński)     | Ultratop 40                   | Ultratop                         | 22                |
| Brazylia                     | Top 100 Singles               | Billboard Brasil                 | 4                 |
| Chile                        | Top 100 Singles               | Nielsen Chile/IDERE/Monitec      | 1                 |
| Chorwacja                    | Official Singles Chart        | HRT                              | 7                 |
| Europa                       | Hot 100 Singles               | Billboard                        | 7                 |
| Europa                       | Radio Top 50                  | Music & Media                    | 7                 |
| Europa niemieckojęzyczna     | Top 20 Airplay                | Music & Media                    | 4                 |
| Filipiny                     | Official Singles Chart        | PARI                             | 2                 |
| Francja                      | Top 100 Singles               | SNEP                             | 33                |
| Gwatemala                    | Top 10 Singles                | El Siglo de Torreón              | 1                 |
| Hiszpania                    | Top 50 Singles                | PROMUSICAE                       | 1                 |
| Holandia                     | Dutch Top 40                  | MegaCharts                       | 6                 |
| Holandia                     | Mega Single Top 100           | MegaCharts                       | 9                 |
| Holandia                     | Top 25 Airplay                | Aircheck Nederland/Music & Media | 4                 |
| Indonezja                    | Official Singles Chart        | LIMA                             | 5                 |
| Irlandia                     | Top 50 Singles                | IRMA                             | 9                 |
| Japonia                      | Top 100 Singles               | Oricon                           | 10                |
| Kanada                       | Top 200 Singles               | Nielsen SoundScan                | 14                |
| Meksyk                       | Official Singles Chart        | IFPI                             | 1                 |
| Niemcy                       | Top 100 Singles               | Media Control Charts             | 23                |
| Nowa Zelandia                | Top 40 Singles                | RIANZ                            | 2                 |
| Polska                       | Official Airplay Chart        | Music & Media                    | 20                |
| Polska                       | Top 30 Airplay                | ZPAV                             | 9                 |
| Republika Południowej Afryki | Top 100 Singles               | RISA                             | 20                |
| Singapur                     | Official Singles Chart        | SPVA                             | 3                 |
| Skandynawia                  | Top 20 Airplay                | Music & Media                    | 8                 |
| Stany Zjednoczone            | Billboard Hot 100             | Billboard                        | 1                 |
| Stany Zjednoczone            | Billboard Hot 100 Airplay     | Billboard                        | 4                 |
| Stany Zjednoczone            | Hot 100 Singles Sales         | Billboard                        | 1                 |
| Stany Zjednoczone            | Hot R&B/Hip-Hop Songs         | Billboard                        | 39                |
| Stany Zjednoczone            | Pop 100                       | Billboard                        | 6                 |
| Stany Zjednoczone            | R&R CHR/Pop Charts            | Radio & Records                  | 4                 |
| Stany Zjednoczone            | Rhythmic Top 40               | Billboard                        | 6                 |
| Stany Zjednoczone            | Top 40 Mainstream (Pop Songs) | Billboard                        | 4                 |
| Stany Zjednoczone            | Top 40 Tracks                 | Billboard                        | 6                 |
| Szwajcaria                   | Top 100 Singles               | Schweizer Hitparade              | 21                |
| Szwecja                      | Top 60 Singles                | Sverigetopplistan                | 23                |
| Świat                        | United World Chart            | Media Traffic                    | 4                 |
| Świat                        | World Chart Show              | High Energy Radio/Radio Express  | 2                 |
| Wenezuela                    | Official Singles Chart        | Record Report/IFPI               | 1                 |
| Wenezuela                    | Top 10 Singles                | El Siglo de Torreón              | 8                 |
| Węgry                        | Official Airplay Chart        | Magyar Rádió                     | 10                |
| Węgry                        | Top 10 Singles                | MAHASZ                           | 4                 |
| Wielka Brytania              | UK Official Airplay Chart     | OCC                              | 6                 |
| Wielka Brytania              | UK Singles Chart              | OCC                              | 8                 |
| Włochy                       | Top 50 Singles                | FIMI                             | 31                |

### Listy końcoworoczne
| Kraj              | Notowanie (2000)          | Wydawca                         | Pozycja |
| ----------------- | ------------------------- | ------------------------------- | ------- |
| Australia         | Top 100 Singles           | ARIA Charts                     | 31      |
| Brazylia          | Top 100 Singles           | Billboard Brasil                | 35      |
| Holandia          | Mega Single Top 100       | MegaCharts                      | 65      |
| Stany Zjednoczone | Billboard Hot 100         | Billboard                       | 38      |
| Stany Zjednoczone | Billboard Hot 100 Airplay | Billboard                       | 30      |
| Szwajcaria        | Top 100 Singles           | Schweizer Hitparade             | 87      |
| Świat             | World Chart Show          | High Energy Radio/Radio Express | 29      |

## Sprzedaż i certyfikaty
| Kraj              | Wydawca | Certyfikat | Sprzedaż |
| ----------------- | ------- | ---------- | -------- |
| Australia         | ARIA    | platyna    | 70,000+  |
| Nowa Zelandia     | RIANZ   | złoto      | 5,000+   |
| Stany Zjednoczone | RIAA    | złoto      | 580,000+ |

## Historia wydania
| Region            | Data                 | Format    |
| ----------------- | -------------------- | --------- |
| Świat             | sierpień 2000        | airplay   |
| Stany Zjednoczone | 26 września 2000     | singel CD |
| Wielka Brytania   | 30 października 2000 | singel CD |